# Bruinkapvinkleeuwerik
De bruinkapvinkleeuwerik (Eremopterix leucopareia) is een zangvogel uit de familie Alaudidae (leeuweriken).

## Verspreiding en leefgebied
Deze soort komt voor van centraal Kenia tot oostelijk Zambia, Malawi en noordwestelijk Mozambique.

## Status
De grootte van de populatie is niet gekwantificeerd maar de soort wordt omschreven als vrij algemeen. Op de Rode lijst van de IUCN heeft deze soort de status niet bedreigd.